# Omar Berrada
Pour les articles homonymes, voir Berrada.
Omar Berrada est un écrivain, traducteur et poète marocain né à Casablanca.

## Biographie

### Études et postes
Omar Berrada est élève au lycée Louis-le-Grand à Paris. Il commence ses études supérieures de polytechnicien littéraire à l'X, puis poursuit avec un DEA la faculté de Paris-VII. Il part à New York étudier à Columbia où il découvre la littérature contemporaine. 
Il est membre et éditeur de l'association Double Change, un projet évolutif faisant la promotion de la poésie américaine et française. 
De 2004 à 2007, Il est producteur à France Culture puis de 2006 à 2009, il est programmateur aux Revues parlées du Centre Pompidou. 
Il est le responsable bibliothèque et du pôle de traduction littéraire de la bibliothèque et résidence d'artistes Dar al-Ma'mûn à Marrakech. 
Il est commissaire d'exposition du Salon international du livre de Tanger en 2008, du programme littéraire de la Biennale de Marrakech en 2012 et commissaire invitée du prix d'art du groupe Abraaj (en) en 2017. Également en 2017, il est le corédacteur en chef du journal web tamawuj.org de la Biennale de Sharjah.
Il organise les éditions 2018 du Forum 1-54, un forum dédicacé à l'Art Contemporain Africain, à New York et Marrakech. 
En 2020, il vit à New York et il enseigne à la Cooper Union où Il organise des conférences publiques en duo avec Leslie Hewitt.

### Travail de traduction et d'écriture
Il traduit des textes de Jalal Toufic et de Stanley Cavell entre autres.  
Il développe un travail critique et d’analyse sur le travail d’Ahmed Bouanani. Il présente deux expositions axées sur le travail et les archives de l’écrivain et cinéaste. En 2013, Il publie une réédition en français et en arabe de son livre L’Hôpital chez DK éditions. 
En 2016, il édite The Africans.

## Œuvres

### Essais et fictions
- Expanded Translation – Un traité de trahison, Sharjah : Sharjah Art Foundation, 2011,128 p. [9]
Coécrit avec Erik Bullot.
- Album cinémathèque de Tanger, Librairie des Colonnes, 2012, 340 p.  (ISBN 978-84-985036-1-6)[10].
Codirigé par Yto Barrada.
- The African, Kulte, 2016, 100 p.  (ISBN 978-9954-9605-1-6)[11]
Coécrit par M’barek Bouhchichi, Stefania Pandolfo, Ali Essafi et Emmanuel Induma.

### Poèmes
- All the Birds (for Sarah), Seedings, Issue Three, Spring 2017, p. 42-50[12].

- Titre inconnu, Poems for the Millennium, Volume Four : The University of California Book of North African Literature, Pierre Joris et Habib Tengour, University of California Press, 2013, 792 p.  (ISBN 9780520273856) [13]
- Pax Babeliana, Asymptote, 2016[14]

### Traductions
- Sens de Walden (1972), Stanley Cavell, traduit de l'anglais au français, Théâtre Typographique, 2007, 128 p.  (ISBN 978-2-909657-35-6)[15]
Co-traduit par Bernard Rival.
- Parties du corps : poèmes 1960-2010 (2009), Bill Berkson, traduit de l'anglais au français, Joca seria, 2011, 157 p.  (ISBN 978-2-84809-160-0)[16]
Co-traduit par Olivier Brossard et Vincent Broqua.
- Le retrait de la tradition suite au désastre démesuré (2009), Jalal Toufic, traduit de l'anglais en français, Les prairies ordinaires, 2011, 112 p.  (ISBN 9782350960449)[17]